# Sven Mikser

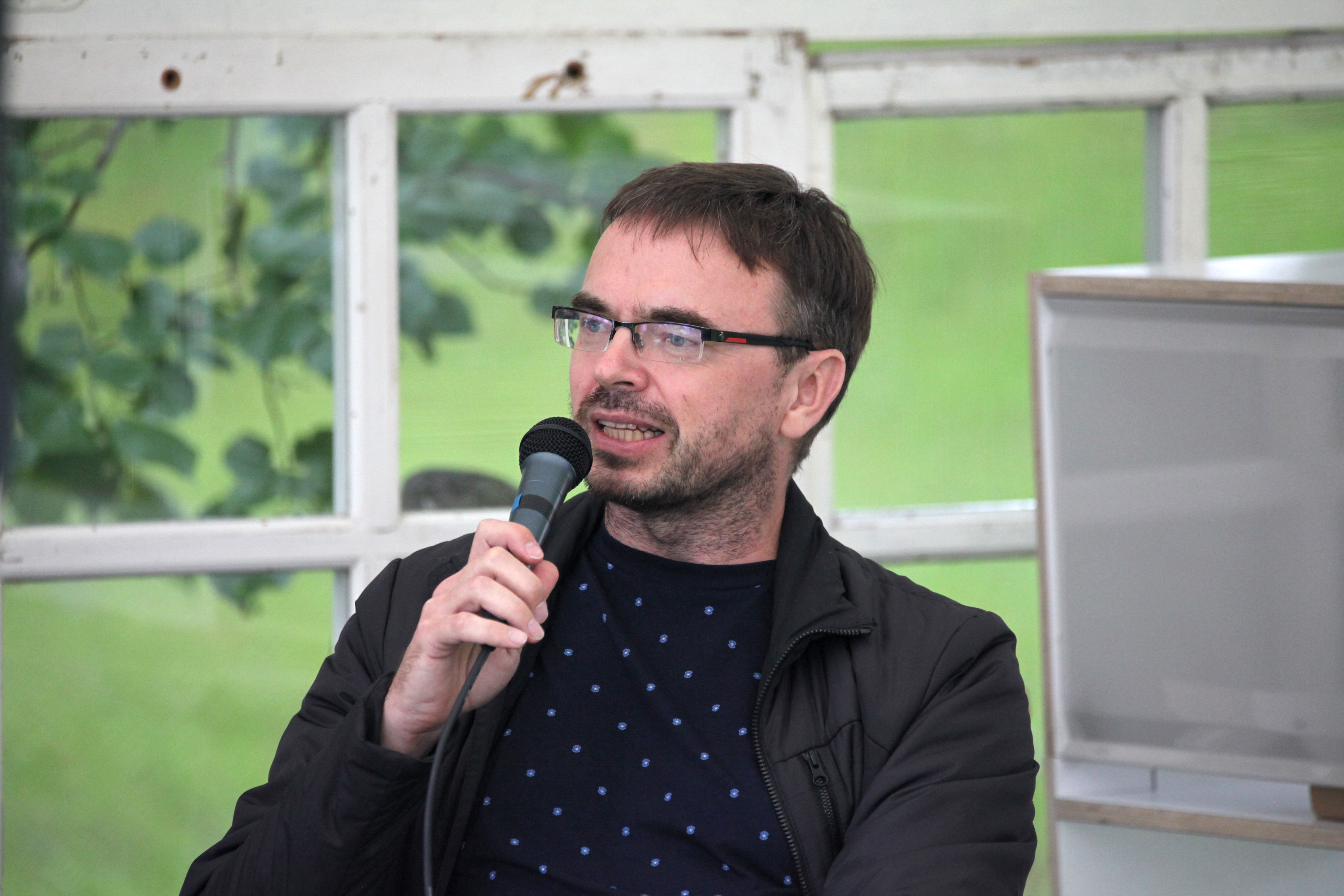
Sven Mikser (2021)

Sven Mikser (* 8. November 1973 in Tartu, Estnische SSR) ist ein estnischer Politiker der Sozialdemokratischen Partei Estlands (SDE). Er vertritt seit dem 2. Juli 2019 Estland und seine Partei im Europäischen Parlament. Zuvor war er von 2010 bis 2015 Vorsitzender der SDE, 2002 bis 2003 und 2014 bis 2015 Verteidigungsminister sowie 2016 bis 2019 Außenminister der Republik Estland.

## Leben
Sven Mikser machte 1992 sein Abitur in Paide. 1996 schloss er sein Studium im Fach Anglistik an der Universität Tartu ab. Von 1996 bis 1999 war er als Assistent am Institut für germanische und romanische Philologie der Universität Tartu beschäftigt.

### Politische Tätigkeit
In den Jahren 1998/99 war Mikser politischer Sekretär der Estnischen Zentrumspartei (Eesti Keskerakond). Von 1999 bis 2002 war er für die Zentrumspartei Abgeordneter im estnischen Parlament (Riigikogu). Vom 28. Januar 2002 bis zum 10. April 2003 war Mikser im Alter von erst 28 Jahren estnischer Verteidigungsminister im Kabinett von Ministerpräsident Siim Kallas. Nach dem Ende der Regierung wurde Mikser erneut Abgeordneter im estnischen Parlament.
Sven Mikser gehörte der Estnischen Zentrumspartei von 1995 bis 2004 an. Seit Mai 2005 ist er Mitglied und Abgeordneter der Sozialdemokratischen Partei Estlands. Im Oktober 2010 wurde er zum Parteivorsitzenden der estnischen Sozialdemokraten gewählt. Mikser löste Jüri Pihl ab, der den Parteivorsitz 2009/2010 innehatte. Im März 2014 wurde Mikser neuer Verteidigungsminister der Republik Estland in der sozialliberalen Koalitionsregierung unter Ministerpräsident Taavi Rõivas.
Dasselbe Amt hatte er in der neuen Regierung inne, die am 9. April 2015 ihr Amt antrat. Am 14. September 2015 schied Sven Mikser im Rahmen einer Kabinettsumbildung aus dem Kabinett aus. Er kehrte als Abgeordneter ins estnische Parlament zurück. Sein Nachfolger als Verteidigungsminister wurde Hannes Hanso. Mit Antritt der neuen Koalitionsregierung unter Ministerpräsident Jüri Ratas am 23. November 2016 wurde Sven Mikser Außenminister der Republik Estland. Bei der Parlamentswahl in Estland 2019 hatte seine Partei erhebliche Stimmverluste hinzunehmen und wurde an der nächsten Regierung nicht mehr beteiligt. Miksers Nachfolger als Außenminister wurde im April 2019 der Isamaa-Politiker Urmas Reinsalu.
Aufgrund der großen Beliebtheit ihrer Spitzenkandidatin Marina Kaljurand gelang es der SDE allerdings bei der Europawahl 2019 zahlreiche Stimmen dazu zu gewinnen. Mikser, der auf dem zweiten Listenplatz gestanden hatte, ist seitdem Abgeordneter des Europäischen Parlaments. Dort ist er Mitglied im Ausschuss für auswärtige Angelegenheiten und im Unterausschuss für Sicherheit und Verteidigung.

### Privates
Sven Mikser ist ledig und hat eine Tochter.